# Затонский мост
Зато́нский мост, также Старый Зато́нский мост, Сафро́новский мост — второй автодорожный мост через реку Белую в городе Уфе на Сафроновской переправе. Является самым крупным мостом в Башкортостане.
Движение по трём полосам моста организовано на выезд из города.
В 20 м южнее находится Новый Затонский мост. На обоих мостах имеется троллейбусная контактная сеть.

## История
Построен в 1966–1971 годах Мостопоездом № 414 Мостостроительного треста № 4 по проекту Евгения Сергеевича Уланова и С. Ф. Игнатова. Длина — 837,8 м. Высота опор — до 54 м, глубина фундамента 35–37 м. При строительстве впервые в БАССР применены буронабивные сваи с помощью французской буровой машины.
В 2009 году прошёл ремонт моста.
7 октября 2016 года открылся Новый Затонский мост по проекту АО «Институт «Гипростроймост».